# Bharagonalia winkleri
Bharagonalia winkleri är en insektsart som beskrevs av Young 1986. Bharagonalia winkleri ingår i släktet Bharagonalia och familjen dvärgstritar. Inga underarter finns listade i Catalogue of Life.